# Robert Rosen
Robert Rosen (Brooklyn, Nueva York, 27 de junio de 1934 - Rochester, Nueva York, 28 de diciembre de 1998) fue un biólogo teórico estadounidense. 
Robert Rosen se declara deudor del horizonte teórico abierto por la Teoría de la Recapitulación de Ernst Haeckel, la teoría de las catástrofes de René Thom y la obra de D'Arcy Thompson Sobre el Crecimiento y la Forma. 
Con el objetivo de responder a la clásica pregunta ¿Qué es la vida?, el principal interés de Rosen consistió en el desarrollo de una definición específica de la complejidad y la construcción, a partir de ésta, de un marco teórico adecuado para la comprensión de la complejidad biológica. 
El concepto clave en la obra de Rosen es el de organización: "cuando estudiamos un sistema material organizado -sostiene- dejamos de lado la materia para centrarnos en la organización". Sin embargo, la biología ha tendido a ignorar los aspectos organizativos de los seres vivos para centrarse en el material del que están compuestos. 
Rosen rechaza otros aspectos de la interpretación ortodoxa de la bioquímica y la biología. Por un lado, Rosen se opone a la idea de que el papel funcional de una proteína pueda ser investigado utilizando exclusivamente la secuencia de aminoácidos, dadas las limitaciones sintácticas intrínsecas al lenguaje de la química. A partir de esta tesis, Rosen sostiene que es imposible encontrar un algoritmo que pueda calcular la estructura tridimensional de una proteína. Por otro lado, en el caso de la biología, Rosen mantiene que la teoría de la evolución darwinista no ofrece ninguna clase de causalidad y que, sin ella, la biología se convierte en una colección de crónicas históricas. 